# The Miser (film, 1913)
Pour plus de détails, voir Fiche technique et Distribution.

The Miser est un film muet américain réalisé par Burton L. King et sorti en 1913.

## Fiche technique
- Titre : The Miser
- Réalisation : Burton L. King
- Scénario :
- Producteur : Siegmund Lubin
- Société de production : Lubin Manufacturing Company
- Société de distribution : General Film Company
- Pays de production :  États-Unis
- Langue : Anglais
- Format : Noir et blanc — 35 mm — 1,33:1 — Muet
- Genre : Film dramatique
- Durée :
- Date de sortie : 
  - États-Unis : 8 février 1913

## Distribution
- Edwin Carewe : Paul Osborne
- Ernestine Morley : Alice, la fille de Foreman
- John Smiley : John Osborne, le père de Paul
- Isabel Lamon : The Wealthy Prospect
- Buster Johnson : Le fils de Paul Osborne